# Vulva
Vulva é o conjunto dos órgãos sexuais femininos externos. A vulva inclui o monte púbico, os lábios maiores e menores, o clitóris, os bulbos vestibulares, o vestíbulo da vulva, a abertura da vagina, a glândula de Bartholin e a glândula de Skene. Geralmente inclui-se também o meato ureteral, dado que este abre para o vestíbulo da vulva.  Entre outras características da vulva estão a rima do pudendo, ou fenda antero-posterior, as glândulas sebáceas, o triângulo urogenital (parte anterior do períneo) e os pelos púbicos. As pregas dos lábios da vulva protegem a abertura da vagina, a qual termina no útero. A estrutura da vulva é apoiada pelos músculos do soalho pélvico e por diversos músculos do triângulo urogenital.
A vulva encontra-se repleta de vasos sanguíneos. A irrigação sanguínea provém das três artérias pudendas. O sangue é transportado de volta pelas veias pudendas internas. Os vasos linfáticos aferentes drenam a linfa para os gânglios linfáticos inguinais. O sistema nervoso da vulva é constituído pelos nervos pudendo, perineal, ilioinguinal e respetivas ramificações. A irrigação sanguínea e nervosa da vulva contribui para os vários estágios de excitação sexual fundamentais no processo de reprodução.
A vulva passa por diversas alterações durante o nascimento, na infância, na puberdade, na gravidez, na menopausa e após a menopausa. A aparência da vulva difere significativamente entre as mulheres, principalmente em relação aos lábios menores. A vulva pode ser afetada por diversas doenças e condições. As infeções da vagina, como a vaginose e do útero podem produzir corrimento vaginal que pode causar irritação ao entrar em contacto com o tecido da vulva. Muitas destas condições podem ser prevenidas com uma higiene vaginal adequada. A higiene correta e constante é necessária para remover o esmegma, resíduo branco composto por gordura corporal (sebo) e células epiteliais. Entre outras doenças estão uma série de infeções e cancros. Estão disponíveis uma série de cirurgias plásticas reparadoras denominadas vaginoplastias, algumas das quais usadas por vezes para fins cosméticos.
As perspetivas culturais em relação à vulva diferente significativamente de acordo com a cultura e época. Algumas religiões e sociedades da Antiguidade veneravam a vulva e reverenciavam a mulher como deusa, uma tradição que se continua presente no Hinduísmo. Por outro lado, as sociedades ocidentais tendem a ter uma atitude negativa em relação à vulva, manifesta na própria terminologia médica pudendra membra, que significa partes de que se deve ter vergonha. Tem havido esforços no sentido de alterar esta perspetiva. Embora a vagina seja uma parte anatómica distinta, em muitos casos é usada como sinónimo de vulva.

## Funções

Vulva:
1. Capuz clitoridiano
2. Clitóris
3. Lábios maiores
4. Lábios menores
5. Uretra
6. Vagina
(períneo e rafe perineal
em 7 e Ânus em 8)

A vulva actua como uma proteção para o útero, abrindo e fechando os lábios maiores e menores. Também auxilia na autolimpeza da vagina, que limpa-se com uma flora microbiana saudável que flui de dentro para fora. Ela auxilia portanto esse processo, expulsando os líquidos e mantém geralmente a saúde vaginal normal sem necessidade de uma higienização interna em mulheres normais. Independentemente das funções protectoras, a vulva igualmente funciona como um órgão sexual. Estes órgãos externos são densamente inervados e fornecem prazer quando foram estimulados correctamente. Dentro da vulva, o clitóris é a principal fonte de prazer sexual do órgão genital feminino.
Além disso, a estrutura da vulva é apoiada pelos músculos do soalho pélvico e por diversos músculos do triângulo urogenital.

## Anatomia humana
A vulva encontra-se repleta de vasos sanguíneos. A irrigação sanguínea provém das três artérias pudendas. O sangue é transportado de volta pelas veias pudendas internas. Os vasos linfáticos aferentes drenam a linfa para os gânglios linfáticos inguinais. O sistema nervoso da vulva é constituído pelos nervos pudendo, perineal, ilioinguinal e respetivas ramificações. A irrigação sanguínea e nervosa da vulva contribui para os vários estádios de excitação sexual fundamentais no processo de reprodução.
A vulva passa por diversas alterações durante o nascimento, na infância, na puberdade, na gravidez, na menopausa e após a menopausa. A aparência da vulva difere significativamente entre as mulheres, principalmente em relação aos lábios menores.
Os genitais externos femininos também apresentam similaridade aos genitais externos masculinos. O glande clitoral é homólogo ao glande do pénis nos homens, e o corpo clitoral e o crura clitoral são homólogos ao corpus cavernosa do pénis. O lábio major, o lábio menor e a capa clitoral são similares ao escroto, à pele do eixo do pénis, e ao prepúcio, respectivamente. Ainda mais, os bulbos vestibulares abaixo da pele dos lábios menores são similares ao corpus spongiosum, o tecido do pénis que cerca a uretra. As glândulas da Bartholin na vulva são similares às glândulas de Cowper nos homens.

### Lábios maiores

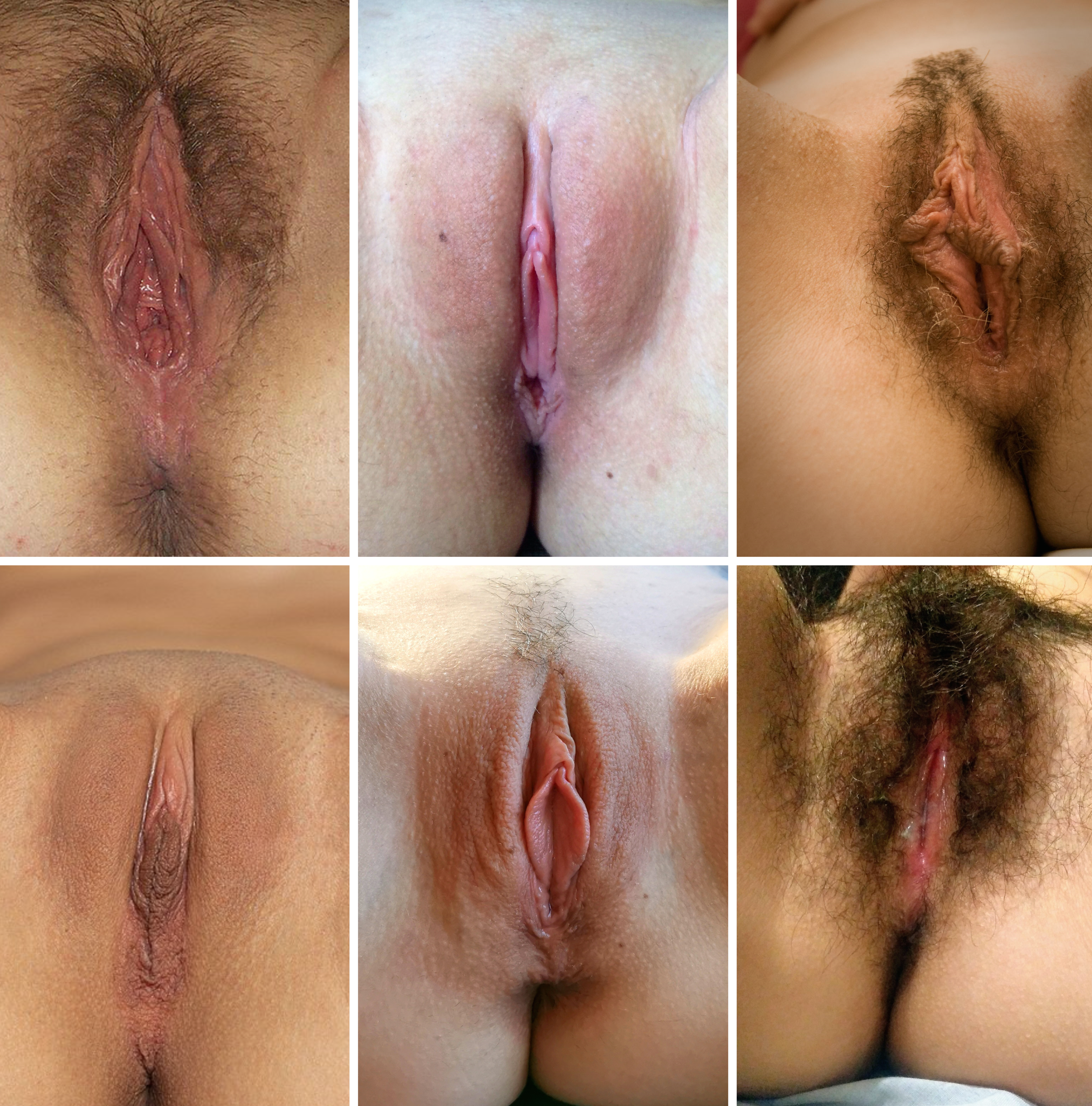
Diferentes tipos de vulvas

Os grandes lábios são dobras formadas por tecido adiposo e conjuntivo, cobertas por pele e pelos. Estendem-se do púbis até o períneo e ajudam a proteger a abertura da vagina e da uretra contra agentes infecciosos, como fungos e bactérias. Os grandes lábios possuem glândulas sebáceas, sudoríparas e odoríferas (estas últimas secretam substâncias perceptíveis ao cheiro) e compõem a rima do pudendo.

### Lábios menores
São duas pregas finas constituídas de mucosa que se localizam no interior dos grandes lábios. São bastante enervadas e vascularizadas, por isso são áreas bastante sensíveis que aumentam de volume quando a mulher está sexualmente excitada. Delimitam a região do vestíbulo, onde se situam as aberturas da vagina e da uretra. Têm grande quantidade de glândulas sudoríparas e sebáceas, mas não possuem pelos.
Na parte superior, formam o prepúcio do clitóris; na inferior, sob o introito vaginal (extremidade inferior da vagina), formam a fúrcula ou comissura posterior.

### Vestíbulo vulvar
É o espaço circundado pelos pequenos lábios. A parte superior do vestíbulo é formada pelo clitóris e a base, pela fúrcula. Em seu interior, se localizam o meato uretral, o introito vaginal e as glândulas de Bartholin, cuja função é produzir um fluido mucoso que serve para lubrificar e umidificar a vulva, principalmente durante o ato sexual.

### Clitóris
É o órgão interno que tem sua glande visível em uma ponta externa na vulva. Constituído de tecido erétil, o clitóris se localiza na parte superior da vulva, próximo à uretra e perto da junção dos pequenos lábios. A glande do clitóris pode ter de 0,5 cm a 3,5 cm de comprimento, que pode ainda parecer menor podendo estar oculta por um capuz. O resto do corpo do clitóris possui o formato de um Y invertido e se entende na parte interna sob os grandes e pequenos lábios.

### Meato uretral
É o orifício por onde sai a urina. Localiza-se entre a entrada da vagina e o clitóris.
Não faz parte dos órgãos genitais femininos, sendo descrito apenas por sua localização anatômica.

### Introito vaginal
Ou entrada vaginal, é a abertura entre a uretra e o ânus que dá acesso à vagina (canal vaginal).

### Períneo
Inicia-se na parte inferior da vulva e estende-se até o ânus.

## Doenças
A vulva pode ser afetada por diversas doenças e condições. As infeções da vagina, como a vaginose e do útero podem produzir corrimento vaginal que pode causar irritação ao entrar em contacto com o tecido da vulva. Muitas destas condições podem ser prevenidas com uma higiene vaginal adequada. Entre outras doenças estão uma série de infeções e cancros.
O câncer vulvar é o tipo de câncer que ocorre na vulva e pode se apresentar como nódulos ou feridas nessa área, provocando coceira. Embora possa ocorrer em qualquer idade, é mais comumente diagnosticado em mulheres mais velhas. O tratamento geralmente envolve uma cirurgia para remover o câncer e uma pequena quantidade de tecido saudável circundante. O câncer vulvar é um tipo de câncer de pele, sendo cerca de 90% dos cânceres vulvares são carcinomas de células escamosas; 5% são melanomas.
Uma doença com causa até então inexplicada é a vulvodínia, caracterizada por dor persistente nos grandes lábios e em outras áreas da vulva. Assemelha-se ao vaginismo (dores na vagina) e é classificada junto com ela entre as síndromes dolorosas crônicas das áreas genitais. São discutidas como possíveis explicações, por exemplo durante a menopausa, alterações hormonais e também causas psíquicas.
Devido à insuficiência venosa crônica (fraqueza) das veias na região pélvica, especialmente a veia ovariana, podem ocorrer varizes, análogas à varicocele masculina.